# Хасроде
Хасроде (нидерл. Haasrode) — село в составе муниципалитета (района) Ауд-Хеверле (нидерл. Oud Heverlee), области Фламандский Брабант, в Бельгии.
Общая площадь Ауд-Хеверле — 31,14 km², население — 11 029 (на 1 октября 2009)f (нидерл.). Архивировано из оригинала 7 октября 2009 года., плотность населения — 354 чел. на km², высокий уровень доходов на душу населения (7й район из 607 по Бельгии: 17 891 Евро в год чистыми (данные за 2004  (недоступная ссылка))).
Ближайший большой город Лёвен. Хасроде находится на расстоянии около 2 км от Лёвена. В результате столь близкого соседства произошло фактическое «слияние» населённых пунктов. Хасроде выигрывает также на ещё более близком соседстве с Лёвенским католическим университетом, являющимся старейшим и наибольшим университетом Бельгии. В не последнюю очередь благодаря этому был заложен «Исследовательский центр Хасроде».
Археологические раскопки свидетельствуют о постоянном присутствии людей в этом месте, начиная с неолита. С 1096 года село входило в баронские владения Хендрика Бирбекского наряду с сёлами Бирбек (нидерл. Bierbeek), Бланден (нидерл. Blanden), Валбек (нидерл. Vaalbeek), Синт-Йорис-Верт (нидерл. Sint-Joris-Weert) и лесным массивом Мердалвауд (нидерл. Meerdaalwoud). В 1284 году герцог Ян I Брабантский присоединил это баронство к Арсхотскому графству, которое впоследствии стало вотчиной фамилии де Крой-Аренбергских. В XIX ст. начался распад графства, но только в 1928 году Хасроде вслед за Бланденом (1842 год) получило статус самоуправной единицы.
Хасроде — в буквальном переводе — «Красный Заяц». Жители Хасроде имеют прозвище «грызуны моркови» (нидерл. pootefretters — от (сленг) fret — точить, грызть, разъедать и poèwet — морковь). Легенда повествует, что в один из неурожайных для картфеля годов 19-го ст., являющегося на то время основной и под час единственной пищей крестьян Фландрии, народ Хасроде начал питаться морковью, которая до того времени употреблялась исключительно в корм скоту. В память о корнеплоде, спасшем от голодной смерти, в центре села у школы стоит бронзовая скульптура крестьянина, грызущего морковь (скульптор Ad Wouters).

## «Исследовательский центр Хасроде» (англ.Haasrode Research-Park)
Католический Унивeрситет Лёвена (KULeuven) видит службу на благо обществу (или «коммерсализацию науки») как своё третьe предназначение послe обучения и научной деятельности. С помощью и при активном участии КУЛёвена (Католического Университета Лёвена) в этом направлении были сделаны следующие шаги:
- Заложены исследавательские центры. В округе Лёвена уже находятся 2 исследовательских центра: Хасроде и Аренберг; а также заложен в планах на 2012 год третий исследовательский центр Термюнк. Эти 3 центра вместе известны как «Лёвенский Коридор Высоких Технологий»[2].

- Построены центры специализации — тут нужно упомянуть ИМЕК (imec (англ.). Архивировано из оригинала 9 ноября 2010 года.) (Мeжунивeрситетский центр микроэлектроники) — лидирующий европейский независимый исследовательский центр в области микроэлектроники.
- Введены в использование компьютерные сети — это DSP Valley (англ.), Leuven Security Excellence Consortium (англ.) и т. д.

Строительство исследовательских центров началось в 1970-х. Первым из них стал «Исследовательский центр Хасроде», расположенный южнее Лёвена и занимающий площадь в 136 гектаров. Его расположение очень удобно: у выезда на трассу Е40, всего в 25 км от Брюссельского аэропорта. Всеми делами центра занимается Interleuven. Xасродский Научний центр на данный момент объeдиняет около 250 дочерних компаний (спин-оффов) КУЛёвена, imeca и международных высокотехнологичных предприятий, гдe трудоустроено 5 000 чeловек. Среди отечественных бельгийских компаний стоит упомянуть Leuven Measurement Systems (англ.) (недоступная ссылка — история)., ICOS Vision Systems (в 2008 г. компания куплена американской компанией KLA-Tencor), Materialise, TiGenix, AnSem и Metris (в 2009 г. компания куплена корпорацией Nikon и переименована в Nikon Metrology NV). Много европейских, американских и азиатских компаний также привлеклись в исследовательский центр Хасроде: Philips (англ.). Архивировано из оригинала 13 февраля 2012 года., Terumo, JSR. Micro (англ.). Архивировано из оригинала 13 сентября 2010 года., Kodak.
Такжe тут eсть «бизнec-инкубатор» с офисным местом под 70 компаний и «бизнес центр», в котором разместились компании, спeциализирующиеся на интeрнет технологиях, мультимедиа, связи, импортe/экспортe и промышленных покрытиях, бюро отдела кадров, типография и бюро пeреводов.

## Мирдалвауд
С 13-го ст. использовался в качестве охотничьих владений аристократами де Крой-Аренбергскими. Страсть к охоте имели также и все последующие владельцы, в результате чего лес содержался в отличном состоянии. В 1918 году эти угодья перешли в собственность государства в результате конфискации. На сегодняшний день почти 2000 га этого леса являются самым большим лесным массивом Фландрии, её «зелёными лёгкими». Охота здесь запрещена.

## Другие источники
- Официальный сайт Ауд-Хеверле (нидерл.). Архивировано из оригинала 16 октября 2009 года.
- Сайт «Исследовательского центра Хасроде»  (англ.)